# Buenache de Alarcón
Buenache de Alarcón es un municipio y localidad española de la provincia de Cuenca, en la comunidad autónoma de Castilla-La Mancha. El término municipal, atravesado por el río Júcar, tiene una población de 440 habitantes (INE 2024).

## Geografía

### Ubicación

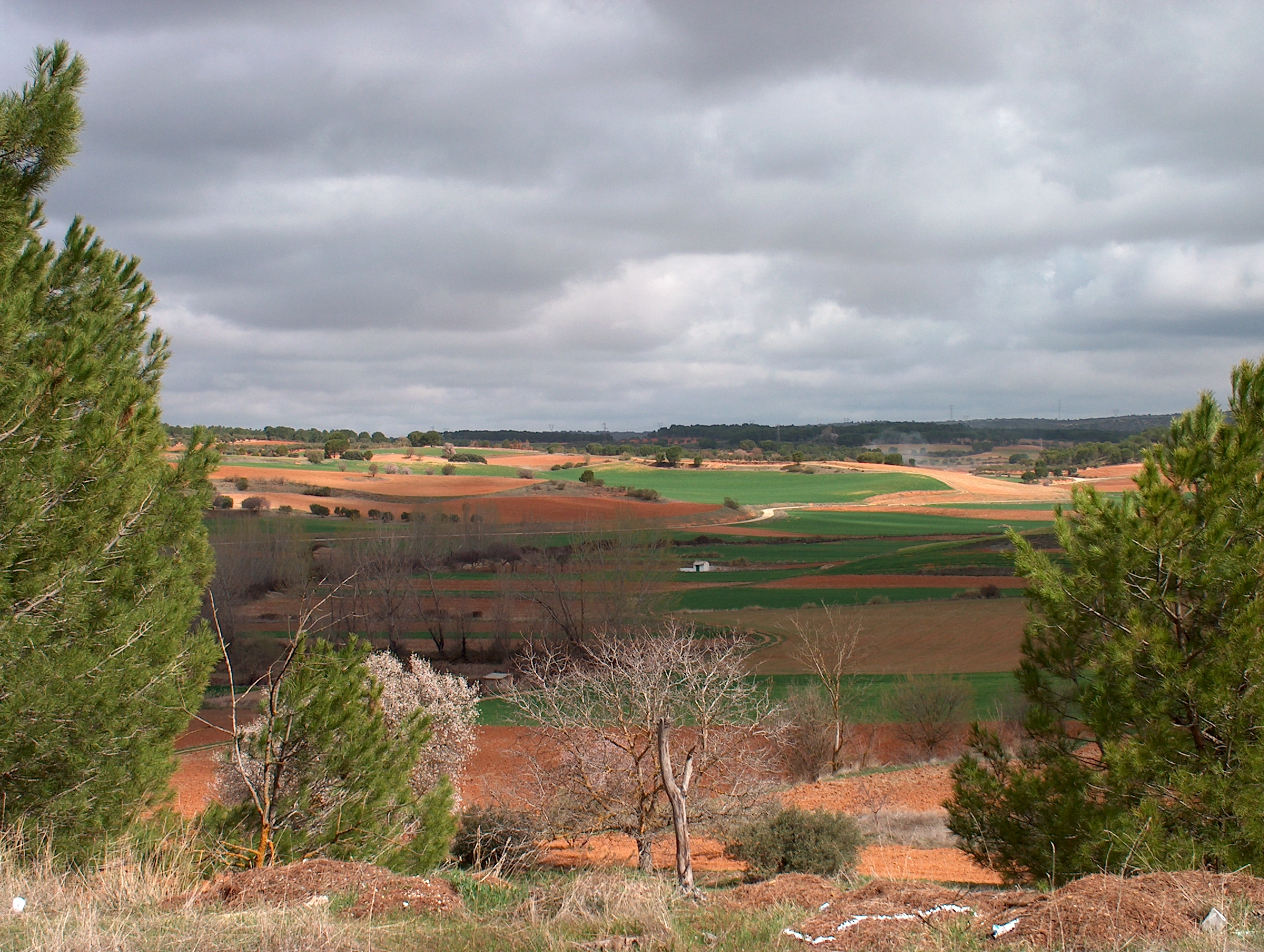
Campos en el municipio

Buenache se encuentra al final de La Mancha en la comarca conocida como Manchuela. La localidad, ubicada entre las poblaciones de Hontecillas y Olmedilla de Alarcón, se encuentra en la ribera izquierda del río Júcar. Sus gentilicios más habituales son buenachero y bonachero. La localidad se encuentra a una altitud de unos 817 m sobre el nivel del mar. Latitud: 39° 39' N, longitud: 2° 10' O. El término municipal se caracteriza por un paisaje ondulado constituido por materiales sedimentarios, presentando materiales calizos y arcillosos procedentes del relieve formado durante la orogenia alpina y erosionado posteriormente.

### Clima
Presenta un clima mediterráneo continentalizado caracterizado por inviernos fríos y veranos calurosos. Concentra las precipitaciones en la estación de otoño con un máximo secundario en primavera.

## Historia
El emperador Carlos V pernoctó en Buenache de Alarcón la noche del 26 de abril de 1528, cuando se encontraba de viaje hacia Valencia, donde llegó el 3 de mayo.
A mediados del siglo XIX, el lugar contaba con una población censada de 1773 habitantes. La localidad aparece descrita en el cuarto volumen del Diccionario geográfico-estadístico-histórico de España y sus posesiones de Ultramar de Pascual Madoz de la siguiente manera:

BUENACHE DE ALARCON: v. con ayunt. en la prov. y dióc. de Cuenca (8 leg.), part. jud. de Motilla del Palancar, aud. terr. de Albacete (13 1/2), c. g. de Castilla la Nueva (Madrid 25): su sit. es llana, bien ventilada, con clima templado y suelo agradable por las muchas huertas y árboles que se encuentran entre las casas y sus afueras: los edificios, aunque muy ant., son regulares, y entre ellos se encuentra la casa municipal, cárcel é igl. parr. de térm. (San Pedro Apóstol), servida por un cura, un teniente y un sacristan: las calles son desiguales y generalmente estrechas; pasa por medio de ellas un arroyo, y en la plaza hay una fuente cuya agua de escelente calidad; viene encañada y surte al vecindario: el cementerio se halla extramuros, y á 1/4 de la v., inmediato al r. Jucar, en sitio delicioso con mucho arbolado y una buena fuente, una hermosa ermita dedicada á Sta. Maria de la Estrella, y 2 casas bastante buenas, donde se colocan el párroco, ayunt. y mayordomo mayor de la Virgen, en los 3 dias que dura una feria que se celebra en setiembre: antiguamente era muy concurrida, y en el dia asisten infinidad de personas de los pueblos inmediatos, sin otro objeto que tributar sus homenajes á la sagrada imagen, mirada en el contorno con la mayor devocion. Confina el térm. por N. con el de Hontecillas; E. Barchin y Pigueras; S. Gascas y la Olmedilla, y O. con el mencionado r. Jucar que lleva su curso muy próximo á la v. El terreno es llano y de mediana calidad, y únicamente hay algunos cerros aislaoos y un corto monte poblado de mata parda. Los caminos son carreteros y de herradura; existe en la pobl. una carteria sobre la carretera de Madrid á Valencia. prod.: cereales, algun vino, azafrán, aceite y zumaque. ind. y comercio: la agricultura y estraccion de los frutos sobrantes para Valencia; hay algunas alfarerías y telares, y se celebra todos los miércoles un mercado, poco concurrido y no muy provisto. pobl.: 446 vec., 1,773 alm. cap. prod.: 4.278,940 rs.: imp. 213,947 rs. Importe de los consumos 30,207 rs. 10 mrs. El presupuesto municipal asciende á 6,822 rs., y se cubre con productos de propios.
(Madoz, 1846, p. 473)

## Demografía
Buenache de Alarcón cuenta con una población de 440 habitantes (INE 2024).
| Gráfica de evolución demográfica de Buenache de Alarcón entre 1842 y 2021                                           |
| |
| Población de derecho según los censos de población del INE Población de hecho según los censos de población del INE |

## Administración
| Periodo   | Nombre                  | Partido              |
| --------- | ----------------------- | -------------------- |
| 1979-1983 | Fulgencio               | UCD                  |
| 1983-1987 | Alejo Laserna García    | PSOE                 |
| 1987-1991 | Ángel Leal              | AP                   |
| 1991-1995 | Alejo Laserna García    | PSOE                 |
| 1995-1999 | Francisco Cuesta        | PSOE                 |
| 1999-2003 | Francisco Cuesta        | PSOE                 |
| 2003-2007 | Segundo Escobar Ruescas | PSOE                 |
| 2007-2011 | Segundo Escobar Ruescas | PSOE                 |
| 2011-2015 | Begoña Saiz Carretero   | PSOE - Independiente |
| 2015-2019 | Emilio Mendoza          | PSOE - Independiente |
| 2019-2023 | Miguel Ángel Carrascosa | PSOE                 |
| 2023-act. | Raquel Hortelano Ojeda  | PP                   |

## Patrimonio

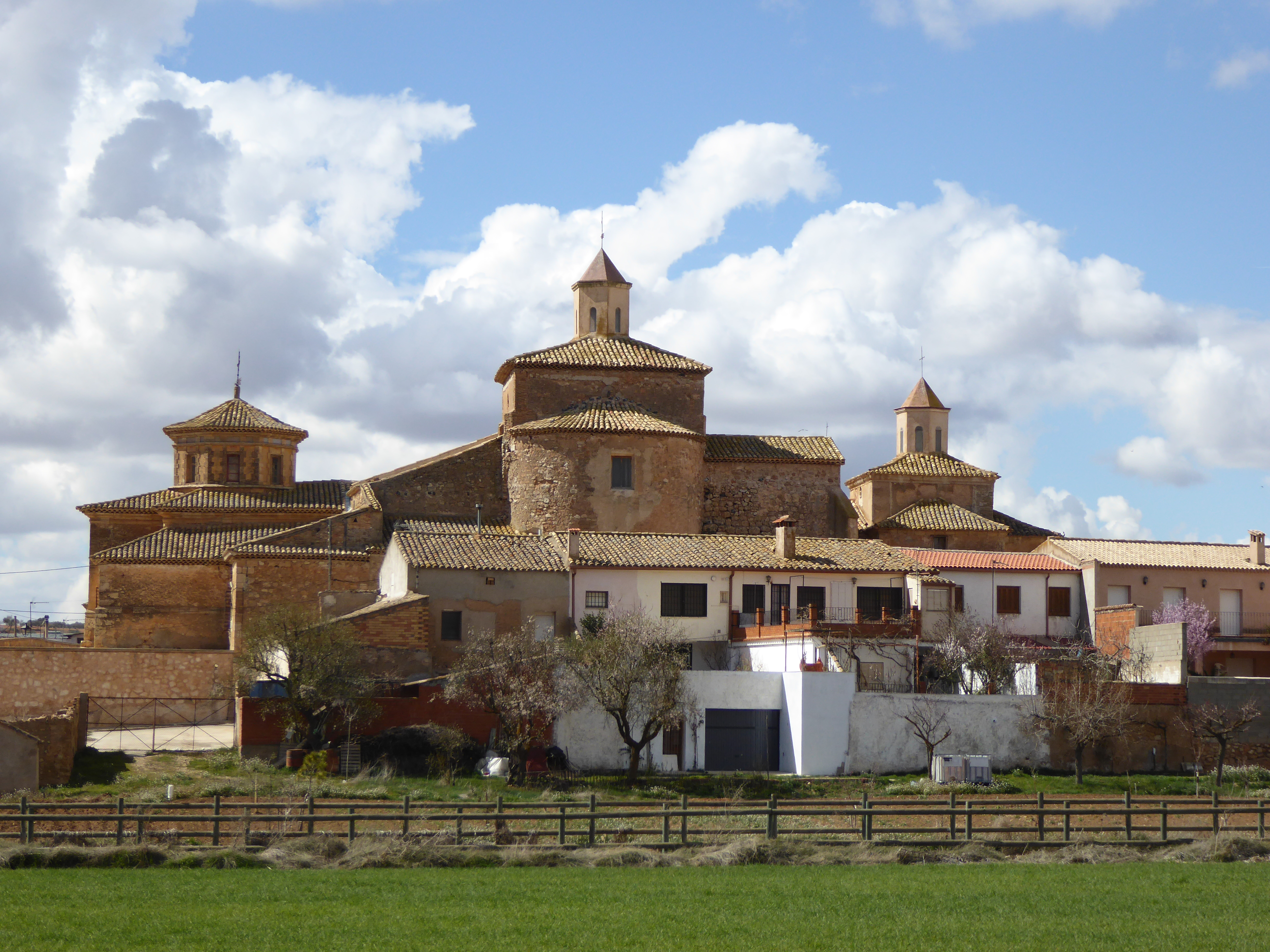
Iglesia de San Pedro Apóstol

Destaca la iglesia de San Pedro Apóstol, con restos del siglo XIII de los que se conserva el ábside, aunque remozada y ampliada en los siglos posteriores. Formada por tres naves, conserva algunas arquerías góticas del siglo XV y un artesonado mudéjar en la nave central de los siglos XV-XVI. El retablo mayor, dedicado a San Pedro Apóstol, es del siglo XVIII, barroco, de talla y con columnas salomónicas. En este mismo siglo, se amplió con dos capillas a los lados de las naves laterales. La planta es de salón escalonada, con tres naves y techumbre de artesa. Las tres naves están separadas por arcos desiguales a cada lado de la nave central. El ábside es semicircular con saetera muy estrecha y alargada, pero cegada con revoco, por lo que su origen podría ser protogótico. La capilla de la Inmaculada Concepción, en la fachada sur, comunica con la nave lateral de la Virgen del Rosario, ordenada construir por Diego de Reillo, arcipreste de Belmonte, en 1675 y finalizada en 1686. Algunas capillas disponen de sacristía propia. La iglesia tiene una gran sacristía, coro postizo de principios del siglo XX al que se puede acceder a través de una escalera de caracol, abundante carpintería labrada en los respaldos de los bancos, cancelas de bolillos con peinados de dos o tres roscas y tornavoz del púlpito. El suelo de la iglesia es igual en toda ella (excepto en la sacristía que es de barro más moderno, y en el coro, que es de yeso), con baldosas de barro antiguo separadas horizontalmente cada siete baldosas. En algunas de las baldosas aparece la marca de las llaves de San Pedro Apóstol, titular de la iglesia. En febrero de 2010 se incoó expediente para declarar la iglesia bien de interés cultural. Tenía la iglesia unas antiguas y magníficas campanas. Tan buenas o más que las de Toledo, dice nuestro paisano Moreno.  Durante la Guerra Civil fueron robadas las campanas por los republicanos para hacer de ellas munición. Para bajarlas, debido a su peso y tamaño así como a la falta de medios, simplemente procedieron a descolgarlas y lanzarlas al suelo. Una de ellas cayó sobre uno de los tejados inferiores destrozándolo, aun así, consiguieron llevarse esta campana.

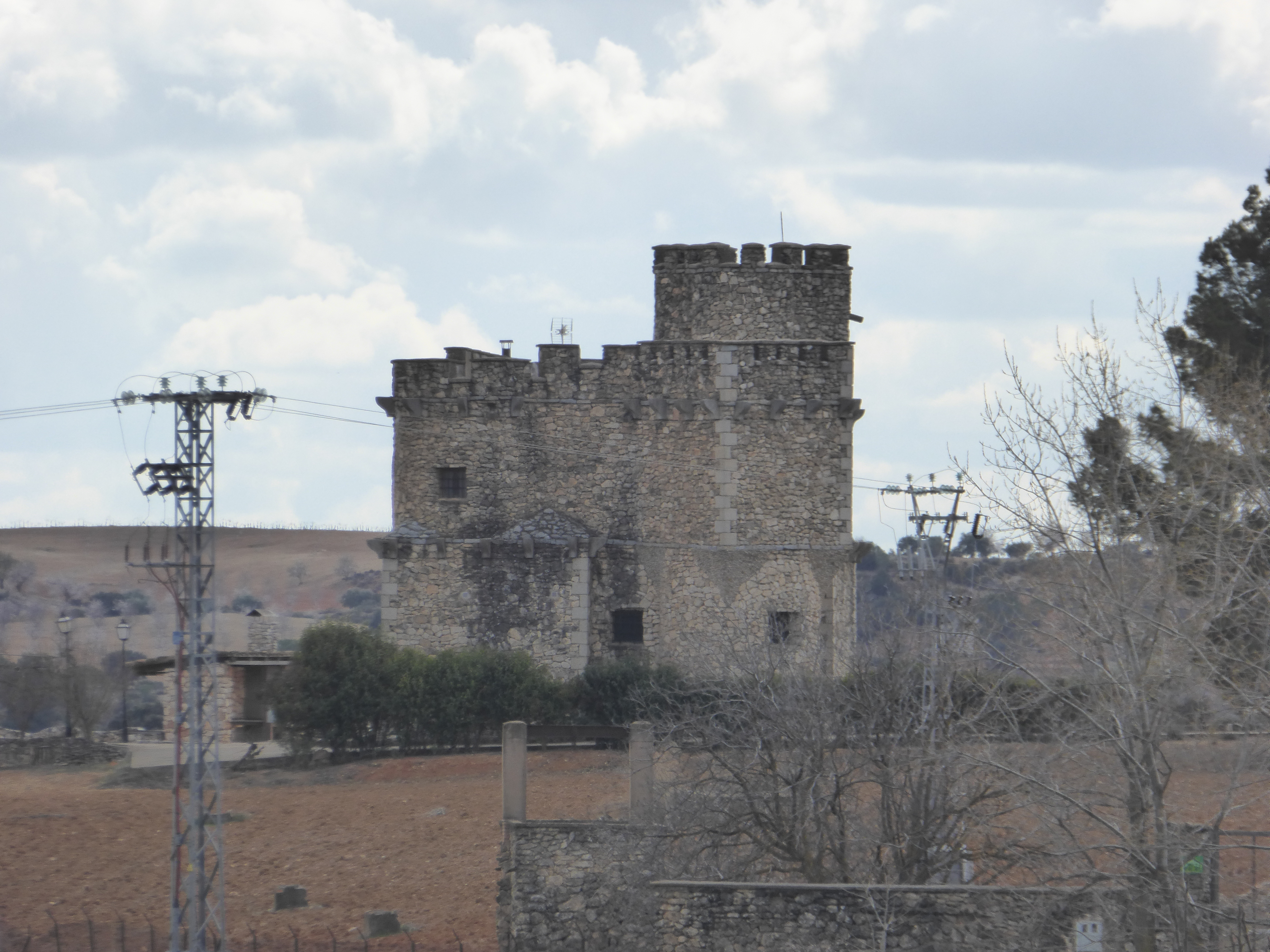
Castillo de Patrocinio

En las afueras de la población, hacia el sur, se encuentra la llamada Finca de Liberato-castillo de Patrocinio, construida en 1972 con forma de castillo medieval: es una propiedad privada, se usa como vivienda particular y alquiler como casa rural. "Hermanos Barambio, Lanzarote (Islas Canarias)".
Al norte, a unos dos kilómetros del pueblo, se halla la ermita nueva de la Virgen de la Estrella. Es un edificio con una nave y campanario, construido en los años cuarenta o cincuenta del siglo XX, de formas neoclásicas. La ermita vieja estaba en el sur, a orillas del río Júcar, pero la construcción del pantano de Alarcón, que habría de sumergirla, obligó a su traslado. En mayo se rememora el traslado con una romería en la que se baja la imagen de la Virgen desde la ermita nueva hasta el primitivo emplazamiento.
Cuenta el municipio con una plaza de toros de tercera categoría y un aforo para 600 personas.

## Fiestas y tradiciones
- Sus fiestas patronales se celebran entre el 13 y el 18 de septiembre en honor a la Virgen de la Estrella, a la que también se dedica una romería en mayo.[8]
- Es también tradicional el manteo de Judas en Semana Santa y la subasta de los palos de la Virgen para llevarla en procesión.
- Jotas y seguidillas han sido sus cantos tradicionales.
- El 30 de abril a medianoche, se celebran Los Mayos, de larga tradición, en los cuales se canta a las mozas del pueblo con sus respectivos novios, pretendientes o queridos.

## Símbolos
En el año 2005 se aprueba su escudo de armas municipal que se describe de la siguiente forma: escudo español; cuartelado en nueve cuarteles:
1. De gules, tres castillos de oro
2. De plata dos leones de gules
3. De oro dos calderas de oro de sable
4. De gules siete barras de oro
5. De azur una piedra triangular (roquete) de oro
6. De gules doce cuadrigos dorados
7. De oro un castillo de púrpura sumado de un guerrero de plata, moviente de las almenas, que empuña una espada en su mano diestra y un escudo en la siniestra
8. De plata la cruz de la Inquisición de sable
9. De azur un castillo de oro, cercado en su mitad por ocho estrellas de oro.

Bordura de azur con una cadena de oro. Al timbre corona real española.
La Real Academia de la Historia había desaconsejado la adopción del escudo, basándose en una descripción incompleta y confusa que hizo en 1787 el párroco del pueblo. Al parecer, describió un escudo personal (quizás de un miembro de los Manrique de Lara) y sin los suficientes conocimientos heráldicos. Al tratarse del único testimonio de un blasón del pueblo, el ayuntamiento lo ha reconstruido a partir de esta descripción.